# Liste der Spielstätten für Fußball in Berlin

Logo des Berliner Fußballverbands

Die Liste der Spielstätten für Fußball in Berlin listet alle Fußballstadien oder -plätze in Berlin auf.

## Erklärung
- Lage: Beschreibt die Lage des Fußballplatzes bzw. Stadions oder gibt die Koordinaten an.
- Name: Nennt den Namen des Fußballplatzes oder Stadions.
- Name des Vereins: Nennt die Vereine, die die Anlage nutzen.
- Eröffnet: Nennt das Eröffnungsdatum des Fußballplatzes oder Stadions.
- Ausstattung: Nennt die Ausstattung des Fußballplatzes oder Stadions.
- Bild: Bild des Fußballplatzes oder Stadions.

## Liste der Spielstätten

### Charlottenburg-Wilmersdorf
| Lage                            | Name                       | Name des Vereins                                                                  | Eröffnet        | Ausstattung           | Bild |
| ------------------------------- | -------------------------- | --------------------------------------------------------------------------------- | --------------- | --------------------- | ---- |
| 52.485538 13.2885345            | Hubertussportplatz         | Berliner Sport-Club                                                               |                 |                       |      |
| 52.483849 13.3027659            | Stadion Wilmersdorf        | Berliner Sport-Verein, SF Charlottenburg-Wilmersdorf 03                           | 18. März 1951   | Flutlicht, Laufbahn   |      |
| 52.5225438 13.3049713           | Stadion Sömmeringstraße    | FC Brandenburg 03                                                                 |                 | Flutlicht             |      |
|                                 |                            | SC Charlottenburg                                                                 |                 |                       |      |
| 52.540189 13.3060776            | Sportplatz Heckerdamm      | SpVgg Hellas-Nordwest 04                                                          |                 |                       |      |
| 52.527982 13.3025571            | Sportplatz Brahestraße     | CFC Hertha 06                                                                     |                 |                       |      |
|                                 |                            | SG Eichkamp-Rupenhorn                                                             |                 |                       |      |
| 52.5010059 13.2646621           | Mommsenstadion             | Tennis Borussia Berlin                                                            | 17. August 1930 | Flutlicht, Laufbahn   |      |
| 52.539953 13.2649793            | Sportanlage Jungfernheide  | SC Westend 1901                                                                   |                 |                       |      |
| 52.5240105 13.273762            | Sportplatz Westend         | Charlottenburger SV Olympia 1897, Trakya Spor, Oranje Berlin                      |                 |                       |      |
|                                 |                            | Pro Sport Berlin 24                                                               |                 |                       |      |
|                                 |                            | FC Grunewald                                                                      |                 |                       |      |
| 52.4835389 13.3223854           | Sportanlage Blissestraße   | 1. FC Wilmersdorf                                                                 |                 |                       |      |
| 52.49741 13.2541205             | Julius-Hirsch-Sportanlage  | TuS Makkabi Berlin                                                                |                 |                       |      |
| 52.5146574 13.2395838           | Olympiastadion Berlin      | Hertha BSC                                                                        | 1. August 1936  | Flutlicht, Laufbahn   |      |
| 52.517190550556 13.236694380278 | Olympiapark-Amateurstadion | Hertha BSC (2. Mannschaft, Nachwuchsteams), VSG Altglienicke, Berliner Rugby Club | 29. Juli 2004   | Naturrasen, Flutlicht |      |

### Friedrichshain-Kreuzberg
| Lage                            | Name                                       | Name des Vereins                                                                   | Eröffnet        | Ausstattung           | Bild |
| ------------------------------- | ------------------------------------------ | ---------------------------------------------------------------------------------- | --------------- | --------------------- | ---- |
| 52.4846278 13.4033028           | Stadion Züllichauer Straße                 | SC Berliner Amateure, Berlin Türkspor 1965, Fußball Klub Makedonija                | 1930            |                       |      |
| 52.492756 13.403908             | Günter König Sportplatz                    | BSC Eintracht/Südring 1931, Türkiyemspor Berlin                                    |                 |                       |      |
| 52.4900895 13.3987046           | Willi-Boos-Sportanlage                     | BSC Eintracht/Südring 1931                                                         |                 |                       |      |
| 52.5012009 13.4385301           | Sportplatz Wrangelstraße                   | FSV Hansa 07 Berlin                                                                |                 | Flutlicht, Kunstrasen |      |
| 52.486111111111 13.377777777778 | Willy-Kressmann-Stadion                    | Türkiyemspor Berlin, Berlin Hilalspor                                              |                 |                       |      |
| 52.5021451 13.4041348           | Stadion an der Lobeckstraße                | BFC Südring, Fußball und Begegnung                                                 |                 |                       |      |
| 52.49523 13.44031               | Sportplatz im Görlitzer Park (Wiener Str.) | FSV Hansa 07 Berlin, BSV Hürtürkel                                                 |                 | Flutlicht, Kunstrasen |      |
| 52.50866 13.4709941             | Kurt-Ritter-Sportplatz                     | SFC Berlin-Friedrichshain                                                          |                 |                       |      |
| 52.49603 13.44773               | Sportplatz Lohmühle                        | KSF Anadoluspor, FSV Hansa 07 Berlin                                               |                 |                       |      |
| 52.502879 13.382088             | Lilli-Henoch-Sportplatz                    | BSV Al-Dersimspor                                                                  | 24. August 2002 | Flutlicht, Kunstrasen |      |
| 52.4938494 13.4753893           | Sportplatz Alt-Stralau                     | Seitenwechsel – Frauen/Lesben Sportverein Berlin, BSV Victoria 1990 Friedrichshain |                 |                       |      |
| 52.5264827 13.4420728           | Sportplatz Virchowstraße                   | VFB Berlin-Friedrichshain                                                          |                 | Flutlicht             |      |
| 52.5020251 13.4606154           | Laskersportplatz                           | Berolina Stralau                                                                   |                 |                       |      |
| 52.5091302 13.4437953           | Metro-Sportplatz                           | SG Blau-Weiß-Friedrichshain, THC Franziskaner FC, Seitenwechsel                    | 29. Juni 2006   | Flutlicht, Kunstrasen |      |

### Lichtenberg
| Lage                            | Name                                        | Name des Vereins                                                    | Eröffnet           | Ausstattung                                                              | Bild |
| ------------------------------- | ------------------------------------------- | ------------------------------------------------------------------- | ------------------ | ------------------------------------------------------------------------ | ---- |
| (Lage)                          | Sportplatz Darßer Straße                    | SG Empor Hohenschönhausen                                           |                    |                                                                          |      |
| (Lage)                          | Sportplatz Storkower Straße                 | Fußballclub Berlin 23                                               |                    |                                                                          |      |
| 52.529661111111 13.502241666667 | BVG-Stadion, Siegfriedstraße                | Jugendfußballclub Berlin, Sportverein Berliner Verkehrs-Betriebe 49 | 1922               | Torschilder, Laufbahn                                                    |      |
| (Lage)                          | Stadion 1. Mai, Scheffelstraße              | Sportverein Bau-Union                                               | 1. Mai 1951        |                                                                          |      |
| 52.54 13.476388888889           | Stadion im Sportforum                       | BFC Dynamo                                                          | 1954               | Flutlicht                                                                |      |
| (Lage)                          | Sportplatz am Breiten Luch                  | SG Blau-Weiss Hohenschönhausen                                      |                    | Laufbahn                                                                 |      |
| (Lage)                          | Sportplatz Arvid Harnack, Coppistraße       | TSV Lichtenberg                                                     |                    |                                                                          |      |
| (Lage)                          | Sportplatz Dolgenseestraße                  | SV Bau-Union                                                        |                    |                                                                          |      |
| (Lage)                          | Sportplatz Hauffstraße                      | Sparta Lichtenberg                                                  |                    |                                                                          |      |
|                                 | Sportforum Hohenschönhausen, Weißenseer Weg | SSG Humboldt zu Berlin                                              |                    |                                                                          |      |
| 52.516651944444 13.486983888889 | Hans-Zoschke-Stadion, Normannenstraße       | SV Lichtenberg 47                                                   | 14. September 1952 | Flutlicht                                                                |      |
| (Lage)                          | Sportplatz Bornitzstraße                    | SV Lichtenberg 47                                                   |                    | Flutlicht, Kunstrasen                                                    |      |
| (Lage)                          | Sportplatz Neustrelitzer Straße             | Berliner Sport Verein Oranke                                        |                    | Flutlicht                                                                |      |
| (Lage)                          | Stadion Friedrichsfelde, Zachertstraße      | SC Borussia 1920 Friedrichsfelde                                    | 11. Dezember 1949  | Flutlicht, Laufbahn                                                      |      |
| (Lage)                          | Sportplatz Fischerstraße                    | SV Sparta Lichtenberg                                               |                    | Flutlicht                                                                |      |
| (Lage)                          | Stadion Wartenberg, Fennpfuhlweg            | Wartenberger SV                                                     | 1974               | Flutlicht, Laufbahn, Weitsprung, Kunstrasen, Beachvolleyball, Basketball |      |

### Marzahn-Hellersdorf
| Lage | Name                                   | Name des Vereins                  | Eröffnet          | Ausstattung         | Bild |
| ---- | -------------------------------------- | --------------------------------- | ----------------- | ------------------- | ---- |
| Lage | Sportanlage Geraer Ring                | 1. FC Marzahn 94                  |                   | Laufbahn            |      |
| Lage | Sportanlage Franz-Stenzer-Straße       |                                   |                   |                     |      |
| Lage | Sportanlage Kyritzer Straße            |                                   |                   |                     |      |
| Lage | Rudolf-Virchow-Sportpark               |                                   |                   |                     |      |
| Lage | Sportplatz Cecilienstraße              | Frauenfußball-Club Berlin 2004    |                   | Flutlicht           |      |
| Lage | Sportplatz Oschatzer Ring              | Hellersdorfer FC                  |                   |                     |      |
| Lage | Sportplatz Waldesruh, Köpenicker Allee | FSV Blau-Weiß Mahlsdorf/Waldesruh |                   |                     |      |
| Lage | Sportplatz Walter-Felsenstein-Straße   | FC Nordost Berlin                 |                   | Flutlicht, Laufbahn |      |
| Lage | Sportplatz Grabensprung                | VfB Fortuna Biesdorf              |                   |                     |      |
| Lage | Sportanlage Schönagelstraße            | BSC Marzahn                       | 27. November 1999 | Flutlicht           |      |
| Lage | Sportplatz Lassaner Straße             | SG Stern Kaulsdorf                |                   |                     |      |
| Lage | Sportplatz Lichtenhainer Straße        | BSV Eintracht Mahlsdorf           |                   |                     |      |
| Lage | Sportplatz Allee der Kosmonauten 131   |                                   |                   |                     |      |
| Lage | Sportplatz Allee der Kosmonauten 136   |                                   |                   |                     |      |
| Lage | Sportanlage Am Rosenhag                | BSV Eintracht Mahlsdorf           |                   | Flutlicht, Laufbahn |      |
| Lage | Stadion Wuhletal, Teterower Ring       | FV Rot-Weiß 90 Hellersdorf        | 1991              | Flutlicht, Laufbahn |      |

### Mitte
| Lage                      | Name                                                           | Name des Vereins                                                                                              | Eröffnet          | Ausstattung                                      | Bild                                                    |
| ------------------------- | -------------------------------------------------------------- | --- | ----------------- | ------------------------------------------------ | ------------------------------------------------------- |
| 52.529999 13.359352       | Poststadion                                                    | Allgemeiner Sport-Verein Berlin, SC Union 06 Berlin, Berliner AK 07, Moabiter FSV, SV Rot-Weiß Viktoria Mitte | 28. Mai 1929      | Flutlicht, Laufbahn, überdachte Zuschauertribüne |                                                         |
| 52.528964 13.360612       | Poststadion Platz 1                                            | |                   | Kunstrasen                                       |                                                         |
| 52.528151 13.36089        | Poststadion Platz 2                                            | |                   | Kunstrasen                                       |                                                         |
| 52.528438 13.361756       | Poststadion Platz 3 (Lichtplatz)                               | |                   | Kunstrasen                                       |                                                         |
| 52.530744 13.357307       | Poststadion Platz 4                                            | | 1953              | Kunstrasen                                       |                                                         |
| 52.531287 13.35903        | Poststadion Platz 5                                            | | 1953              | Kunstrasen                                       |                                                         |
| 52.532025 13.358397       | Poststadion Platz 6 (Jugendplatz)                              | zurzeit nicht nutzbar                                                                                         |                   | Kunstrasen                                       |                                                         |
| 52.5566792 13.3450285     | Sportplatz Ofener Straße                                       | WFC Corso 99/Vineta                                                                                           |                   | Kunstrasen                                       |                                                         |
| 52.5562268 13.3555524     | Sportplatz Ungarnstraße                                        | BFC Meteor 06                                                                                                 |                   | Flutlicht, Kunstrasen                            |                                                         |
| 52.5379388 13.3709952     | Sportplatz Chausseestraße                                      | Minerva 93 Berlin                                                                                             |                   |                                                  |                                                         |
| 52.551126 13.392692       | NNW-Platz (auf manchen Karten auch Sportplatz Wedding genannt) | SV Norden-Nordwest, SV Rot-Weiß Viktoria Mitte                                                                | 7. September 1902 | Flutlicht, Kunstrasen                            |                                                         |
| 52.55109495 13.39507788   | Sportplatz Kokswiese                                           | 1. FC Afrisko, SV Rot-Weiß Viktoria Mitte                                                                     |                   | Kunstrasen                                       |                                                         |
| 52.5522121 13.3325619     | Stadion Rehberge                                               | BSC Rehberge 1945                                                                                             | 22. Juni 1929     | Laufbahn                                         | Volkspark Rehberge Stadion Rehberge 14.03.2016 16-52-20 |
| 52.552898 13.329689       | Sportplatz Rehberge                                            | |                   | Kunstrasen                                       |                                                         |
| 52.5239887 13.3176038     | Sportplatz Neues Ufer                                          | SpVgg Tiergarten 58                                                                                           |                   |                                                  |                                                         |
| 52.53958411 13.39247614   | Sportplatz Stralsunder Straße                                  | SV Hürriyet Burgund, SV Rot-Weiß Viktoria Mitte                                                               |                   | Kunstrasen                                       |                                                         |
| 52.5654254 13.38362       | Gustav-Böß-Anlage                                              | Besiktas Jimnastik Kulübü Berlin, Sport Klub Rapide Berlin                                                    |                   | Kunstrasen                                       |                                                         |
| 52.5657315 13.3827735     | Gustav-Böß-Anlage Platz 2                                      | |                   | Naturrasen                                       |                                                         |
| 52.5275658 13.3958152     | Sportplatz Auguststraße                                        | SV Blau Weiss Berolina Mitte 49                                                                               | 1951              | Kunstrasen                                       |                                                         |
| 52.5520586 13.3442945     | Sportanlage Lüderitzstraße                                     | Hertha BSC III, BFC Tur Abdin                                                                                 |                   | Naturrasen                                       |                                                         |
| 52.5525544 13.3435596     | Sportanlage Lüderitzstraße Platz 2                             | |                   | Kunstrasen                                       |                                                         |
| 52.5665624 13.38631511 41 | Werner-Kluge-Sportplatz                                        | SV Nord Wedding 1893                                                                                          |                   |                                                  |                                                         |
| 52.55776478 13.36779982   | Sportanlage Hanne-Sobek                                        | |                   | Naturrasen, Fluchtlicht, 2.000 Stehplätze        |                                                         |

### Neukölln
| Lage                            | Name                                  | Name des Vereins                                 | Eröffnet | Ausstattung | Bild |
| ------------------------------- | ------------------------------------- | ------------------------------------------------ | -------- | ----------- | ---- |
|                                 | Stadion am Buschkrug                  | Concordia Britz                                  |          |             |      |
|                                 | Jubiläumssportplatz                   | Cimbria Trabzonspor Berlin                       |          |             |      |
|                                 | Innplatz                              | 1. FC Neukölln                                   |          |             |      |
|                                 | Silbersteinsportplatz, DEGEWO-Stadion | Neuköllner Sportfreunde                          |          |             |      |
|                                 | Sportanlage Maybachufer               | NFC Rot-Weiß Berlin                              |          |             |      |
|                                 | Sportplatz Stubenrauchstraße          | TSV Rudow 1888                                   |          |             |      |
|                                 | Stadion am Buckower Damm              | Stern Britz                                      |          |             |      |
|                                 | Sportplatz Johannisthaler Chaussee    | BSV Grün-Weiss Neukölln                          |          |             |      |
|                                 | Treseburger Ufer                      | SC Union Südost                                  |          |             |      |
|                                 | Hertzbergplatz                        | NSC Marathon 02                                  |          |             |      |
|                                 | Stadion Britz-Süd                     | DJK Schwarz Weiß Neukölln                        |          |             |      |
| 52.469166666667 13.416666666667 | Werner-Seelenbinder-Sportpark         | Tasmania Berlin                                  |          |             |      |
|                                 | Jahnsportplatz/Hertzbergplatz         | BSV Hürtürkel                                    |          |             |      |
|                                 | An der Windmühle                      | FC Hellas Berlin                                 |          |             |      |
|                                 | Innsportplatz                         | Rixdorfer SV                                     |          |             |      |
|                                 |                                       | BSC Göktürkspor, DJK Frauenfußball Club Britz 09 |          |             |      |
|                                 | Poststadion                           | Berliner AK 07                                   |          |             |      |

### Pankow
| Lage                       | Name                                               | Name des Vereins                              | Eröffnet        | Ausstattung                                                     | Bild |
| -------------------------- | -------------------------------------------------- | --------------------------------------------- | --------------- | --------------------------------------------------------------- | ---- |
| 52.5740865 13.3870442      | Paul-Zobel-Sportplatz                              | VfB Einheit zu Pankow                         | 24. August 1930 |                                                                 |      |
| 52.6159508 13.4950642      | Sportplatz Achillesstraße                          | Sportverein Karow e. V. 96                    |                 |                                                                 |      |
| 52.54090946 13.45350444 48 | Sportplatz Hanns-Eisler-Straße                     | SV Pfefferwerk, SG Prenzlauer Berg 1990       |                 |                                                                 |      |
| 52.5322508 13.4490602      | Sportplatz Paul-Heyse-Straße                       | SV Berliner Brauereien                        |                 |                                                                 |      |
| 52.5947033 13.4499716      | Sportplatz Blankenburg                             | SG Blankenburg                                |                 |                                                                 |      |
| 52.5636173 13.455977       | Stadion Rennbahnstraße                             | SV Blau-Gelb Berlin                           |                 | Laufbahn, Flutlicht                                             |      |
| 52.601346 13.4015422       | Nordend-Arena                                      | FC Concordia Wilhelmsruh 1895                 | 1925            | Laufbahn, 2 Rasenplätze, 1 Kunstrasen mit Flutlicht, 1 Rasen KF |      |
| 52.5543012 13.4856889      | Stadion Buschallee                                 | Weißenseer FC                                 | 25. August 1923 | Laufbahn                                                        |      |
| 52.5430387 13.4053426      | Friedrich-Ludwig-Jahn-Sportpark                    | VSG Altglienicke                              | 1. Oktober 1952 | Flutlicht, Laufbahn                                             |      |
| 52.54526 13.40962          | Kleines Stadion im Friedrich-Ludwig-Jahn-Sportpark | SV Empor Berlin                               |                 | Flutlicht, Laufbahn                                             |      |
| 52.54353 13.41053          | Nebenplatz 1 im Friedrich-Ludwig-Jahn-Sportpark    | SV Empor Berlin                               |                 | Flutlicht                                                       |      |
| 52.54334 13.40947          | Nebenplatz 2 im Friedrich-Ludwig-Jahn-Sportpark    | SV Empor Berlin                               |                 | Flutlicht                                                       |      |
| 52.5656698 13.4241713      | Kissingen-Stadion                                  | FSV Fortuna Pankow 46, BSV Heinersdorf        | 1951            | Laufbahn                                                        |      |
| 52.63018 13.49047          | Pankeplatz                                         | SG Blau-Weiß Buch                             |                 |                                                                 |      |
| 52.548062 13.4244945       | Tesch-Sportplatz                                   | SG Nordring 1949, SG Rotation Prenzlauer Berg |                 |                                                                 |      |
| 52.5675962 13.3938416      | Walter-Husemann-Sportplatz                         | Borussia Pankow                               |                 | Laufbahn                                                        |      |
| 52.55682 13.49067          | Stadion Buschallee Leichtathletikplatz             | Roter Stern Nordost Berlin                    |                 |                                                                 |      |

### Reinickendorf
| Lage                       | Name                                                                | Name des Vereins                      | Eröffnet      | Ausstattung | Bild |
| -------------------------- | ------------------------------------------------------------------- | ------------------------------------- | ------------- | ----------- | ---- |
| 52.575497 13.309605        | Wackerplatz                                                         | BFC Alemannia 90                      |               |             |      |
| 52.58488 13.28925          | Stadion Borsigpark                                                  | Arminia Tegel, DJK Roland-Borsigwalde |               |             |      |
| 52.58517 13.30246          | Sportplatz Tietzstraße                                              | SC Borsigwalde 1910                   |               |             |      |
| 52.59586 13.32654          | Stadion Wittenau                                                    | Concordia Wittenau                    |               | Laufbahn    |      |
| 52.644816666667 13.2899    | Poloplatz                                                           | Frohnauer SC                          | 1913          |             |      |
| 52.599842 13.222169        | Sportanlage Elchdamm                                                | Nordberliner SC                       |               | Flutlicht   |      |
| 52.616249 13.319824        | Sportanlage Seebadstraße                                            | VfB Hermsdorf                         |               |             |      |
| 52.565937 13.313746        | Sportplatz Scharnweberstraße                                        | RFC Liberta 1914                      |               |             |      |
| 52.600903 13.346744        | Stadion Finsterwalder Straße                                        | MSV Normannia 08                      |               |             |      |
| 52.576594 13.356296        | Sportplatz Freiheitsweg                                             | Füchse Berlin Reinickendorf           |               |             |      |
| 52.56446897 13.35689664 48 | Sportplatz am Schäfersee                                            | BSC Reinickendorf 21                  |               | Kunstrasen  |      |
| 52.608451 13.33848         | Sportplatz Schluchseestraße                                         | 1. FC Lübars                          | Saniert: 2016 | Kunstrasen  |      |
| 52.61639 13.29662          | Sportplatz Heidenheimer Straße                                      | FCK Frohnau                           |               |             |      |
| 52.57290727 13.35271239 48 | Sportplatz Aroser Allee, auch: Städtischer Sportplatz Reinickendorf | SV Deportivo Latino                   |               | Kunstrasen  |      |

### Spandau
| Lage                  | Name                              | Name des Vereins                                              | Eröffnet         | Ausstattung         | Bild |
| --------------------- | --------------------------------- | ------------------------------------------------------------- | ---------------- | ------------------- | ---- |
| 52.5474422 13.2282664 | Stadion Haselhorst                | Alemannia 06 Haselhorst, Club Italia-AdW                      |                  | Flutlicht, Laufbahn |      |
| 52.5248046 13.191721  | Sportplatz Wilhelmstraße          | FV Blau-Weiss Spandau                                         |                  |                     |      |
| 52.4849363 13.1727496 | Sportplatz Gatow                  | SC Gatow                                                      |                  |                     |      |
| 52.4518713 13.1274962 | Sportplatz Gößweinsteiner Gang    | Sportfreunde Kladow                                           |                  |                     |      |
| 52.528441 13.1991314  | Sportplatz Ziegelhof              | FC Spandau 06                                                 |                  |                     |      |
| 52.5534058 13.2058639 | Stadion an der Neuendorfer Straße | Spandauer SV (aufgelöst 2014), FK Srbija Berlin               | 29. Oktober 1922 |                     |      |
| 52.5383505 13.1450239 | Sportplatz am Bahnhof             | SC Staaken                                                    |                  |                     |      |
| 52.5672734 13.2032446 | Stadion Hakenfelde                | SSC Teutonia 1899                                             | 1920             |                     |      |
| 52.5461129 13.2575741 | Sportplatz Rohrdamm               | SC Siemensstadt                                               |                  |                     |      |
| 52.5470521 13.1589097 | Sportplatz Spektefeld             | SC Schwarz-Weiss Spandau                                      |                  |                     |      |
| 52.5327148 13.1299655 | Sportplatz Brunsbütteler Damm     | FSV Spandauer Kickers                                         |                  |                     |      |
| 52.56608 13.2152065   | Sportanlage Werderstraße          | 1. FC Galatasaray Spandau                                     |                  |                     |      |
| 52.5263508 13.2113828 | Fredy-Stach-Sportpark             | 1. Frauen FV Spandau, 1. FC Besiktas Berlin, FK Srbija Berlin |                  |                     |      |
| 52.5097925 13.1871574 | Sportplatz Jaczostraße            | Spandauer FV Veritas 96, Sport-Union Berlin                   |                  |                     |      |

### Steglitz-Zehlendorf
| Lage                  | Name                         | Name des Vereins                                    | Eröffnet         | Ausstattung         | Bild |
| --------------------- | ---------------------------- | --------------------------------------------------- | ---------------- | ------------------- | ---- |
| 52.4392955 13.3239955 | Stadion Lichterfelde         | FC Viktoria 1889 Berlin                             | 1929             | Flutlicht, Laufbahn |      |
| 52.443002 13.2531644  | Ernst-Reuter-Stadion         | Hertha Zehlendorf, The English Football Club Berlin | 22. Juni 1913    | Flutlicht, Laufbahn |      |
|                       |                              | SC Lankwitz                                         |                  |                     |      |
| 52.4326002 13.354799  | Preussenstadion              | BFC Preussen                                        | 23. Oktober 1938 |                     |      |
| 52.4574973 13.3364346 | Sportanlage Lessingstraße    | SSC Südwest 1947                                    |                  |                     |      |
|                       |                              | Steglitzer Gencler Birligi                          |                  |                     |      |
| 52.4225458 13.3460364 | Sportplatz Gallwitzallee     | 1. FC Wacker 1921 Lankwitz                          |                  |                     |      |
| 52.4163293 13.1484184 | Stadion Wannsee              | FV Wannsee                                          |                  |                     |      |
| 52.4666935 13.3148438 | Sportplatz Schildhornstrasse | SFC Stern 1900                                      |                  | Flutlicht, Laufbahn |      |

### Tempelhof-Schöneberg
| Lage                | Name                            | Name des Vereins                          | Eröffnet        | Ausstattung                                               | Bild |
| ------------------- | ------------------------------- | ----------------------------------------- | --------------- | --------------------------------------------------------- | ---- |
| 52.47494 13.35504   | Dominicus-Sportplatz            |                                           |                 |                                                           |      |
| 52.47596 13.32089   | Sportplatz Offenbacher Straße   | Friedenauer Turn- u. SC                   |                 |                                                           |      |
| 52.46302 13.39288   | Sportplatz an der Götzstraße    | BFC Germania 1888                         |                 |                                                           |      |
| 52.44349 13.39516   | Volksparkstadion Mariendorf     | TSV Mariendorf 1897, TSV Helgoland 1897   | 1935            |                                                           |      |
| 52.4869 13.36846    | Sportplatz Monumentenstraße     | BSC Kickers 1900                          |                 |                                                           |      |
| 52.39596 13.40328   | Sportanlage Halker Zeile        | Lichtenrader BC 25                        |                 |                                                           |      |
| 52.4146 13.36902    | Sportanlage An der Dorfkirche   | FC Stern Marienfelde                      |                 |                                                           |      |
| 52.47172 13.35663   | Sportanlage Südkreuz            | FC Internationale Berlin                  |                 | Kunstrasen                                                |      |
| 52.47171 13.35291   | Sportanlage Vorarlberger Damm   | 1. FC Schöneberg, FC Phönix 56 / Ayyildiz |                 |                                                           |      |
| 52.43292 13.38556   | Sportplatz Körtingstraße        | SV Adler, SV Süden                        |                 |                                                           |      |
| 52.45067 13.38209   | Sportplatz Markgrafenstraße     | Polar Pinguin                             |                 |                                                           |      |
| 52.4644 13.3732     | Friedrich-Ebert-Stadion         | SD Croatia Berlin                         | 5. Juni 1936    | Rasen, ca. 4.500 Plätzen, davon 133 überdachte Sitzplätze |      |
| 52.450307 13.377267 | Sportplatz an der Rathausstraße | Traber FC Mariendorf, Blau-Weiß 90 Berlin | 4. Oktober 1908 |                                                           |      |

### Treptow-Köpenick
| Lage                            | Name                                  | Name des Vereins                                                      | Eröffnet       | Ausstattung                                                                                            | Bild |
| ------------------------------- | ------------------------------------- | --------------------------------------------------------------------- | -------------- | --- | ---- |
| 52.460277777778 13.540277777778 | Sportanlage FEZ Wuhlheide             | SV Askania Coepenick (ehemals SG Oberspree 1913 und FC Karlshorst 95) | 1. Mai 1951    | Kunstrasenplatz mit Flutlicht Naturrasenplatz ohne Flutlicht 2. Kunstrasenplatz mit Flutlicht (im Bau) |      |
| 52.46915 13.49509               | Sportanlage Am Rodelberg              | F.C. Liria, FC Al-Kauthar, Treptower SV                               |                | |      |
| 52.4486 13.59129                | Eiche-Sportplatz                      | FC Friedrichshagener Wölfe                                            |                | |      |
| 52.44383 13.55319               | Sportplatz Lohnauer Steig             | Adlershofer BC                                                        |                | Flutlicht, Kunstrasen                                                                                  |      |
| 52.43988 13.55672               | Fritz-Lesch-Sportplatz                | BSV Akademie der Wissenschaften, SV Berlin-Chemie Adlershof           |                | Flutlicht, Kunstrasen, Rasenplatz                                                                      |      |
| 52.41917 13.53515               | Stadion Altglienicke                  | VSG Altglienicke (2. Mannschaft, Nachwuchsteams)                      | 1890           | Kunstrasenplatz mit Flutlicht                                                                          |      |
| 52.44678 13.58678               | Allende-Sportplatz                    | TSV Eiche Köpenick                                                    |                | |      |
| 52.45533 13.63752               | Sportanlage Friedrichshagen           | Friedrichshagener SV                                                  |                | |      |
| 52.45222 13.61085               | Hirschgartendreieck                   | SV Kickers Hirschgarten                                               |                | |      |
| 52.47624 13.49079               | Sportplatz Waldstadion Eichbuschallee | SV Treptow 46                                                         |                | |      |
| 52.45428 13.53755               | Sportplatz Bruno-Bürgel-Weg           | 1. FC Union Berlin (Jugend), Berliner SG Fernsehelektronik            |                | |      |
| 52.47095 13.48653               | Willi-Sänger-Sportanlage              | SG Grün Weiß Berlin – Baumschulenweg, FC Treptow                      | 19. Mai 1912   | Laufbahn                                                                                               |      |
| 52.45449 13.54524               | Käthe-Tucholla-Stadion                | SSV Köpenick-Oberspree                                                |                | |      |
| 52.44802 13.5259                | Sportanlage Am Adlergestell           | ESV Lok Schöneweide                                                   |                | |      |
| 52.40878 13.57068               | Sportplatz Buntzelberg                | Grünauer BC                                                           |                | |      |
| 52.43533 13.57968               | Stadion Wendenschloßstraße            | Köpenicker SC                                                         |                | |      |
| 52.43573 13.70694               | Wilhelm-Fahle-Sportplatz              | VSG Rahnsdorf 1949                                                    |                | |      |
| 52.37619 13.60807               | Sportplatz am Hirtenfließ             | SV Schmöckwitz-Eichwalde                                              |                | |      |
| 52.44144 13.51048               | Sportplatz Segelfliegerdamm           | Sportfreunde Johannisthal                                             |                | Flutlicht                                                                                              |      |
| 52.457222222222 13.568055555556 | Stadion An der Alten Försterei        | 1. FC Union Berlin                                                    | 7. August 1920 | Flutlicht, Naturrasen                                                                                  |      |

## Liste der stillgelegten Spielstätten

### Charlottenburg-Wilmersdorf
| Lage                            | Name                | Name des Vereins                      | Eröffnet/stillgelegt | Ausstattung | Bild |
| ------------------------------- | ------------------- | ------------------------------------- | -------------------- | ----------- | ---- |
| 52.515833333333 13.234166666667 | Maifeld             | Derzeit keine                         | 1936                 |             |      |
| 52.5024 13.30218                | Athletik-Sportplatz | BFC Preussen                          | 1899/1903            |             |      |
| 52.476215 13.331668             | Sportpark Friedenau | Akademischer SC, BTuFC Britannia 1892 | 1897/1904            |             |      |

### Lichtenberg
| Lage                            | Name                           | Name des Vereins       | Eröffnet/stillgelegt | Ausstattung | Bild |
| ------------------------------- | ------------------------------ | ---------------------- | -------------------- | ----------- | ---- |
| 52.50125 13.470369444444        | Sportplatz Kynaststraße        | Sparta Lichtenberg     | 1923/2013            |             |      |
| 52.529716666667 13.504391666667 | Stadion Lichtenberg            | Derzeit keine          | 1920/1973            | Laufbahn    |      |
| (Lage)                          | Sportplatz Wagnerstraße        | Sparta Lichtenberg     |                      |             |      |
| (Lage)                          | Bar Kochba Sportplatz          | JTSV Bar Kochba Berlin | 1914/1970er          | Laufbahn    |      |
| (Lage)                          | Sportplatz Hirschberger Straße |                        | 1910er/1924          |             |      |

### Marzahn-Hellersdorf
| Lage   | Name                                | Name des Vereins            | Eröffnet | Ausstattung | Bild |
| ------ | ----------------------------------- | --------------------------- | -------- | ----------- | ---- |
| (Lage) | Platz der Kasernierten Volkspolizei | VfB Fortuna Biesdorf        |          |             |      |
| (Lage) | Schulsportplatz Mahlsdorf           | BSV Eintracht Mahlsdorf     |          |             |      |
| (Lage) | Sportplatz Alt-Biesdorf             | VfB Fortuna Biesdorf        |          |             |      |
| (Lage) | Sportplatz Biesdorf (Lessingplatz)  | Freie Turnerschaft Biesdorf |          |             |      |

### Mitte
| Lage              | Name                     | Name des Vereins | Eröffnet/stillgelegt | Ausstattung | Bild |
| ----------------- | ------------------------ | ---------------- | -------------------- | ----------- | ---- |
| 52.54998 13.39334 | Stadion am Gesundbrunnen | Hertha BSC       | 1924/1974            |             |      |

### Tempelhof-Schöneberg
| Lage                            | Name             | Name des Vereins | Eröffnet/stillgelegt | Ausstattung | Bild |
| ------------------------------- | ---------------- | ---------------- | -------------------- | ----------- | ---- |
| 52.483130555556 13.389236111111 | Preussen-Stadion | BFC Preussen     | 1924/1936            | Laufbahn    |      |

### Treptow-Köpenick
| Lage              | Name                       |  | Name des Vereins | Eröffnet/stillgelegt | Ausstattung | Bild |
| ----------------- | -------------------------- |  | ---------------- | -------------------- | ----------- | ---- |
|                   | Sportplatz Sterndamm       |  | Derzeit keine    |                      |             |      |
|                   | Sportpark Karlshorst       |  | Derzeit keine    |                      | Laufbahn    |      |
|                   | KWO-Sportanlagen           |  | Derzeit keine    |                      | Laufbahn    |      |
| 52.45081 13.55962 | Ernst-Grube Stadion        |  | Derzeit keine    |                      | Laufbahn    |      |
|                   | Sportplatz Birkenwäldchen  |  | Derzeit keine    |                      | Laufbahn    |      |
|                   | Ernst-Thälmann-Stadion     |  | Derzeit keine    |                      | Laufbahn    |      |
|                   | Sportplatz Schnellerstraße |  | Derzeit keine    |                      |             |      |